# Oblastní rada Chof Aza
Oblastní rada Chof Aza (hebrejsky מועצה אזורית חוף עזה‎, mo'aca ezorit Chof Aza, doslova "oblastní rada Pobřeží Gazy", anglicky Hof Aza Regional Council) byla administrativní jednotkou sdružující izraelská sídla v Pásmu Gazy, která tu vyrostla poté co tuto oblast Izrael dobyl v roce 1967 během šestidenní války. Oblastní rada sdružovala 21 izraelských obcí v tomto regionu. Sídlo úřadů oblastní rady bylo v obci Neve Dekalim. Většina osad v rámci oblastní rady Chof Aza byla soustředěna v její jihozápadní části, kde se rozkládal územně kompaktní blok osad zvaný Guš Katif. Oblastní rada měla velké pravomoci zejména v provozování škol, územním plánování a stavebním řízení nebo v ekologických otázkách.
V roce 2004 vláda Ariela Šarona přijala plán jednostranného stažení z této oblasti, který byl realizován v létě roku 2005. Všechny izraelské osady v Pásmu Gazy byly vystěhovány a jejich zástavba zbořena. V důsledku toho zanikla i oblastní rada Chof Aza.

## Seznam sídel
Blok osad Guš Katif:
- Bedolach
- Bnej Acmon
- Gadid
- Gan Or
- Ganej Tal
- Katif
- Kerem Acmona
- Kfar Darom
- Kfar Jam
- Morag
- Necer Chazani
- Neve Dekalim
- Peat Sade
- Rafiach Jam
- Slav
- Širat ha-Jam
- Tel Katifa

Ostatní osady:
- Dugit
- Elej Sinaj
- Necarim
- Nisanit